# Molazzana
Molazzana là một đô thị ở tỉnh Lucca trong vùng Toscana, có cự ly khoảng 70 km về phía tây bắc của Florence và khoảng 25 km về phía tây bắc của Lucca. Tại thời điểm ngày 31 tháng 12 năm 2004, đô thị này có dân số 1.166 người và diện tích là 31,6 km².
Molazzana giáp các đô thị: Barga, Careggine, Castelnuovo di Garfagnana, Gallicano, Stazzema, Vergemoli.